# 森本潔
森本 潔（もりもと きよし、1942年4月13日 - ）は、愛媛県西条市大谷出身の元プロ野球選手（内野手）・解説者。

## 経歴

### プロ入り前
西条高校では2年次の1959年に遊撃手として夏の甲子園へ出場し、後に阪神入りした1年上のエース金子哲夫の好投もあって勝ち進む。決勝は金子と宇都宮工の大井道夫との投手戦となるが、延長15回表に一挙6点を奪い初優勝を飾る。金子以外の1年上のチームメイトに主将の村上唯三郎（早大-三協精機）らがいた。新チームとなり同年の秋季四国大会に進むが、1回戦でエース松下利夫（明大－四国電力）を擁する高松商に9回逆転負け、甲子園には届かなかった。高松商には後に大学、プロで同僚となる山口富士雄がおり、3年次の1960年には春の選抜で優勝する。同年の夏の甲子園に2年連続出場を果たすが、1回戦で浪商の尾崎行雄に抑えられ敗退。高校同期に松浦毅（法大－日鉱日立－日鉱佐賀関監督）らがいた。
卒業後は1961年に立教大学へ進学し、東京六大学リーグで活躍。2年次の1962年春季では打率.306を記録してチームを2位に導く原動力となり、ベストナイン（遊撃手）も受賞した。大学同期では松本照夫、山口富士雄（いずれも中退し阪急入り）、土井正三（のち巨人）がプロ入りしている。森本も松本、山口に続いて大学を中退し、三協精機に入社。

### 現役時代
1963年に阪急ブレーブスへ入団し、最初の3年間は168cmと小柄なために二軍暮らしを余儀なくされる。
1965年8月7日の東京戦（西宮）に代打で初出場を果たすが、この年は安打が出なかった。
1966年にはダリル・スペンサーが故障がちで森本に機会が回り、一軍に定着。青田昇コーチが森本を評価したと言われ、二塁手、三塁手として57試合に先発出場。4月13日の近鉄戦（西宮）に7番・三塁で先発し、2回裏に牧野伸から初安打を放っている。
1967年には開幕から2番打者に抜擢され、三塁手の定位置を獲得する。同年は初の規定打席（18位、打率.258）に到達、ベストナイン（三塁手）にも選出された。オールスターゲームにも初出場を果たし、球団史上初のリーグ優勝に貢献。
1969年7月30日のロッテ戦（西宮）で捕手が払底した際には初めてマスクを被ったが、その後も中軸打者として活躍。
1970年頃からサングラスにパーマ、ひげで知られるようになった。長年にわたるトレードマークとなり、「森ヒゲ」の愛称を持った。銀色のグローブもトレードマークのひとつであった。
1971年には全試合に出場し、自己最高の打率.284（15位）を記録する。
1972年には一時4番を務めたが、森本は「どうせワシなんか3割をコンスタントに打つことないし、首位打者なんて狙えない。4番だろうが、9番だろうが、ワシのバッティングしかできない」と話し、性格的に全試合全打席に緊張を持続することが出来ないことを分かった上で、塁上に走者がいる時だけ必死になった。同年は2度目のオールスター出場を果たし、8月に故障欠場するが9月には無事に復活。
1974年は打率.278でベストテン10位に喰い込む。小柄だが長打力があり、1968年から1973年まで6年連続2桁本塁打を記録。毎年コンスタントに15本以上の本塁打を放ち、チームを離れるまで7度のリーグ優勝と2度の日本一に貢献。そういった活躍の半面、激しい性格の一方で投げ遣りな面もあり、時々、ちゃらんぽらんなプレーで、立大の先輩である西本幸雄監督を怒らせていた。西本やフロントとの対立も繰り返したほか、上田利治監督下の1975年のある試合では代打出場に応じずネット裏の放送室で呑気にテレビ観戦。これが職場放棄と見なされ二軍落ちを宣告されるなど、個性派揃いの当時のパ・リーグにおいてもとりわけ浮いたルックスと言動で、問題児・異端児とみなされた 。
日本シリーズでも中心打者として活躍し、1967年の巨人との日本シリーズでは全6戦に先発出場。日本一は逃すが23打数8安打3打点と活躍し、10月30日の第4戦（後楽園）では高橋一三から自身のシリーズ初本塁打を放った。1975年の広島との日本シリーズは21打数6安打を記録し、初の日本一に輝く。1976年の巨人との日本シリーズは、3勝3敗で迎えた最終第7戦（後楽園）の7回表に2-1とリードされている場面でクライド・ライトから決勝点となる値千金の逆転2ラン本塁打を放つ。阪急は6度目の挑戦で初めて巨人を破ったが、シリーズ前に後述のトレードが決まっていた為、大喜びでグラウンドを駆ける森本の姿を見た上田は涙が出そうになり、ぐっとこらえたという。阪急時代のニックネームは「社長」であった。
1976年6月1日の近鉄戦（日生）で2回表に鈴木啓示から遊撃内野安打を放ち、1000安打を達成する。同年オフには戸田善紀・大石弥太郎・小松健二と共に、稲葉光雄・島谷金二・大隅正人との4対3の大型トレードで、中日ドラゴンズに移籍。
1977年は開幕から三塁手として先発するが、その後は大島康徳の成長もあって控えに回る。
1978年は二塁手としても起用され、45試合に先発出場。森本は突然の中日トレードにも「所詮プロ野球の選手ってのは商品だからねぇ」と飄々としており、「中日が僕の最後の球団。中日をクビになるときは、すなわち自分の選手生活にもピリオドがうたれるとき」と話していた。
1979年限りで現役を引退。

### 現役引退後
引退後は名古屋でスナックを経営する傍ら、ラジオDJやサンテレビボックス席・東海ラジオ ガッツナイター解説者として活動。

## 詳細情報

### 年度別打撃成績
| 年 度      | 球 団      | 試 合 | 打 席 | 打 数 | 得 点 | 安 打 | 二 塁 打 | 三 塁 打 | 本 塁 打 | 塁 打 | 打 点 | 盗 塁 | 盗 塁 死 | 犠 打 | 犠 飛 | 四 球 | 敬 遠 | 死 球 | 三 振 | 併 殺 打 | 打 率 | 出 塁 率 | 長 打 率 | O P S |
| ---------- | ---------- | ----- | ----- | ----- | ----- | ----- | -------- | -------- | -------- | ----- | ----- | ----- | -------- | ----- | ----- | ----- | ----- | ----- | ----- | -------- | ----- | -------- | -------- | ----- |
| 1965       | 阪急       | 7     | 7     | 6     | 1     | 0     | 0        | 0        | 0        | 0     | 0     | 0     | 0        | 1     | 0     | 0     | 0     | 0     | 1     | 1        | .000  | .000     | .000     | .000  |
| 1966       | 阪急       | 90    | 241   | 220   | 26    | 48    | 8        | 2        | 4        | 72    | 19    | 4     | 2        | 2     | 3     | 15    | 0     | 1     | 36    | 7        | .218  | .268     | .327     | .595  |
| 1967       | 阪急       | 131   | 496   | 453   | 43    | 117   | 18       | 4        | 6        | 161   | 37    | 6     | 7        | 4     | 4     | 32    | 1     | 3     | 58    | 15       | .258  | .309     | .355     | .664  |
| 1968       | 阪急       | 133   | 503   | 451   | 38    | 102   | 16       | 0        | 11       | 151   | 40    | 2     | 7        | 4     | 4     | 39    | 2     | 5     | 58    | 11       | .226  | .293     | .335     | .628  |
| 1969       | 阪急       | 127   | 507   | 461   | 47    | 115   | 18       | 0        | 16       | 181   | 64    | 2     | 2        | 1     | 1     | 40    | 1     | 4     | 38    | 13       | .249  | .314     | .393     | .707  |
| 1970       | 阪急       | 116   | 488   | 418   | 50    | 107   | 8        | 0        | 16       | 163   | 71    | 9     | 2        | 6     | 7     | 55    | 0     | 2     | 38    | 12       | .256  | .340     | .390     | .730  |
| 1971       | 阪急       | 130   | 522   | 457   | 65    | 130   | 25       | 0        | 16       | 203   | 58    | 9     | 4        | 2     | 5     | 53    | 0     | 5     | 37    | 11       | .284  | .362     | .444     | .806  |
| 1972       | 阪急       | 99    | 396   | 330   | 46    | 92    | 10       | 2        | 17       | 157   | 61    | 11    | 6        | 1     | 6     | 55    | 9     | 4     | 31    | 11       | .279  | .382     | .476     | .858  |
| 1973       | 阪急       | 94    | 376   | 321   | 35    | 89    | 13       | 1        | 11       | 137   | 48    | 8     | 2        | 0     | 3     | 49    | 0     | 3     | 44    | 11       | .277  | .375     | .427     | .805  |
| 1974       | 阪急       | 121   | 480   | 418   | 47    | 116   | 27       | 1        | 16       | 193   | 61    | 4     | 7        | 1     | 2     | 55    | 2     | 4     | 49    | 12       | .278  | .365     | .462     | .827  |
| 1975       | 阪急       | 94    | 319   | 274   | 30    | 60    | 10       | 0        | 5        | 85    | 21    | 4     | 2        | 3     | 3     | 37    | 1     | 2     | 40    | 10       | .219  | .313     | .310     | .624  |
| 1976       | 阪急       | 120   | 405   | 359   | 32    | 82    | 10       | 0        | 16       | 140   | 46    | 1     | 3        | 3     | 4     | 30    | 1     | 9     | 47    | 8        | .228  | .301     | .390     | .691  |
| 1977       | 中日       | 49    | 118   | 99    | 7     | 17    | 3        | 1        | 2        | 28    | 13    | 1     | 1        | 1     | 3     | 13    | 0     | 2     | 14    | 4        | .172  | .274     | .283     | .556  |
| 1978       | 中日       | 97    | 240   | 202   | 27    | 43    | 5        | 0        | 10       | 78    | 30    | 2     | 2        | 6     | 0     | 30    | 1     | 2     | 24    | 10       | .213  | .321     | .386     | .707  |
| 1979       | 中日       | 42    | 59    | 47    | 2     | 4     | 1        | 0        | 0        | 5     | 3     | 0     | 0        | 4     | 0     | 7     | 0     | 1     | 8     | 2        | .085  | .218     | .106     | .325  |
| 通算：15年 | 通算：15年 | 1450  | 5157  | 4516  | 496   | 1122  | 172      | 11       | 146      | 1754  | 572   | 63    | 47       | 39    | 45    | 510   | 18    | 47    | 523   | 138      | .248  | .328     | .388     | .716  |

- 各年度の太字はリーグ最高

### 表彰
- ベストナイン：1回 （1967年）
- 日本シリーズ打撃賞：1回 （1967年）

### 記録
初記録
- 初出場：1965年8月7日、対東京オリオンズ13回戦（阪急西宮球場）、5回裏に秋本祐作の代打で出場
- 初打席：同上、5回裏に牧勝彦の前に三振
- 初先発出場：1965年10月17日、対西鉄ライオンズ28回戦（小倉球場）、7番・三塁手で先発出場
- 初安打：1966年4月13日、対近鉄バファローズ2回戦（阪急西宮球場）、2回裏に牧野伸から
- 初打点：同上、4回裏に伊藤幸男から左翼線へ同点適時二塁打
- 初本塁打：1966年6月18日、対近鉄バファローズ10回戦（日生球場）、6回表に鈴木啓示からソロ

節目の記録
- 100本塁打：1974年5月19日、対日本ハムファイターズ前期9回戦（後楽園球場）、2回表に高橋直樹から左越ソロ　※史上78人目
- 1000試合出場：1974年7月16日、対ロッテオリオンズ後期3回戦（草薙球場）、5番・三塁手で先発出場　※史上176人目
- 1000安打：1976年6月1日、対近鉄バファローズ前期9回戦（日生球場）、2回表に鈴木啓示から遊撃内野安打　※史上96人目

その他の記録
- オールスターゲーム出場：2回 （1967年、1972年）

### 背番号
- 69 （1963年）
- 59 （1964年 - 1966年）
- 9 （1967年 - 1976年）
- 8 （1977年 - 1979年）